# Raúl Rivero
Raúl Ramón Rivero Castañeda (Morón, Ciego de Ávila, 23 de noviembre de 1945 - Miami, 6 de noviembre de 2021) fue un poeta, periodista y activista cubano. Publicó varios libros de poesía y trabajó en medios de comunicación cubanos.

## Biografía
Nació en Morón, perteneciente a la antigua provincia de Camagüey, actualmente corresponde a Ciego de Ávila, en el centro de Cuba. Perteneció a las primeras generaciones de periodistas que se graduaron en la Facultad de Periodismo de la Universidad de La Habana tras el triunfo de la Revolución Cubana. En 1966, fue uno de los fundadores de la revista cultural El Caimán Barbudo. Posteriormente, fue corresponsal de la agencia Prensa Latina en Moscú entre 1973 y 1976, volviendo después a Cuba, donde se encargó de la dirección del servicio de ciencia y cultura de la agencia.
En 1989 abandonó el organismo oficial Unión Nacional de Escritores y Artistas de Cuba, que encuadra a todos los escritores y artistas de la isla. Dos años después, el 2 de junio de 1991, fue uno de los firmantes de la Carta de los Intelectuales, en la que se solicitaba al presidente Fidel Castro, la liberación de los presos de conciencia. Ese año, abandonó el periodismo oficial denunciando como una "ficción sobre un país que no existe".
En 1995 fundó una agencia de noticias, independiente del gobierno cubano, denominada Cuba Press.
En 1997 recibió el Premio Internacional Reporteros sin Fronteras por su trabajo como director de la agencia independiente y su apoyo a la libertad de prensa.
En 2001 fue uno de los fundadores de la primera asociación de periodistas de Cuba independiente del gobierno.

### Prisión
En abril de 2003 fue condenado a veinte años de prisión durante la llamada Primavera Negra, acusado de realizar actividades subversivas encaminadas a afectar la independencia e integridad territorial de Cuba, escribir contra el gobierno, haberse entrevistado con James Cason, un diplomático estadounidense, y haber organizado reuniones subversivas en su domicilio.

juntos (Ricardo Severino González Alfonso y Raúl Ramón Rivero Castañeda) crearon la Cuba Press la cual agrupaba a varios de estos elementos contrarrevolucionarios y cuyo director es el acusado Rivero Castañeda y por medio de la cual se difundían falsas noticias sobre la situación actual en nuestro gobierno, en cumplimiento con las indicaciones recibidas por el gobierno norteamericano, de igual forma, ambos acusados crearon el treinta de mayo del dos mil, la Sociedad de Periodistas Independientes Manuel Márquez Stering de la que surgió la revista De Cuba, resultando director González Alfonso por medio de la cual suministraban información al gobierno de los Estados Unidos mediante su entrega en la oficina de Intereses de los Estados Unidos en Cuba
Sentencia 4/2003 Tribunal Provincial Popular Ciudad de La Habana

Pasó en la cárcel año y medio, con grave quebranto de su salud, confinado en una celda unipersonal estrecha y sin ventanas y se le negó el contacto con cualquier persona fuera de la cárcel. En noviembre de 2004, debido a las presiones internacionales fundamentalmente españolas, fue excarcelado oficialmente tras serle aplicada la llamada licencia extrapenal por motivos de salud.  Pudo salir de Cuba en 2005 y Rivero se trasladó a España con toda su familia donde comenzó a trabajar para el diario El Mundo. Se mudó a Miami en 2014.

### Fallecimiento
El 6 de noviembre de 2021 falleció a los 75 años de edad. Su muerte fue a causa de un paro cardiorrespiratorio, ya que desde algunos meses atrás padecía de un enfisema pulmonar.

## Premios
En 2004 Raúl Rivero recibió el Premio Mundial de la Libertad de Prensa Unesco - Guillermo Cano. La Federación Latinoamericana de Periodistas, que incluye entre sus miembros al organismo estatal que agrupa a los periodistas cubanos, Unión de Periodistas de Cuba, rechazó la concesión del premio.

## Obras
- Papel de hombre (1969)
- Punto de partida (1970)
- Poesía sobre la tierra (1973)
- Corazón que ofrecer
- Cierta poesía (1981)
- Poesía pública (1983)
- La nieve vencida
- Escribo de memoria (1985)
- Firmado en La Habana (1996)
- Estudios de la naturaleza (1997)
- Puente de guitarra (2002)
- Orden de registro. Poesía 1969-2003. (2003)
- Herejías Elegidas. (2003)
- Sin Pan Y Sin Palabras: A favor de la libertad en Cuba.(2003)
- Recuerdos Olvidados.(2003)
- Corazón sin furia (2003-2004).(2005)
- Vida y Oficios: Los poemas de la cárcel. (2006)
- Lesiones de Historia. (2006)